# Sumner Stone
Sumner Stone, né le 9 juin 1945 à Venice, Floride, États-Unis, est un typographe américain. Il est l'auteur de la police de caractères ITC Stone d'Adobe.

## Caractères
Sumner Stone a notamment dessiné les polices suivantes :
- Arepo
- Basalt
- Cycles
- Davanti
- ITC Bodoni[2]
- ITC Stone[3] (Stone Sans, Stone Humanist, Stone Serif, Stone Informal)
- ITC Stone II (Stone Sans)
- Leaves & Straw
- Magma
- Munc
- Numa
- Popvlvs
- Sator
- Scripps College Old Style
- SFPL
- Silica
- Stone Print
- Tuff